# Лунинець (станція)
Лунинець (біл. Лунінец) — вузлова залізнична станція Барановицького відділення Білоруської залізниці на перетині ліній Сарни — Барановичі та Гомель — Берестя. Розташована в однойменному місті Берестейської області.

## Історичні відомості
Перший поїзд зі станції Пінськ на Барановичі через новозбудований зупинний пункт Лунинець пройшов 30 грудня 1884 року. 
1885 року закінчено будівництво залізничної лінії Лунинець — Рівне, а 1886 року введена в експлуатацію лінія Лунинець — Гомель. 
З 1905 року станція Лунинець стала значним залізничним вузлом для чотирьох напрямків.